# Italia en los Juegos Olímpicos de Pekín 2022
Italia estuvo representada en los Juegos Olímpicos de Pekín 2022 por un total de 118 deportistas que competirán en 14 deportes. Responsable del equipo olímpico es el Comité Olímpico Nacional Italiano, así como las federaciones deportivas nacionales de cada deporte con participación.
La portadora de la bandera en la ceremonia de apertura fue la deportista de snowboard Michela Moioli.

## Medallistas
El equipo olímpico italiano obtuvo las siguientes medallas:
| Nombre                                                            | Deporte                              | Competición                     |
| ----------------------------------------------------------------- | ------------------------------------ | ------------------------------- |
| Oro                                                               |                                      |                                 |
| Stefania Constantini Amos Mosaner                                 | Curling                              | Dobles mixto                    |
| Arianna Fontana                                                   | Patinaje de velocidad en pista corta | 500 m F                         |
| Plata                                                             |                                      |                                 |
| Sofia Goggia                                                      | Esquí alpino                         | Descenso F                      |
| Federica Brignone                                                 | Esquí alpino                         | Eslalon gigante F               |
| Federico Pellegrino                                               | Esquí de fondo                       | Velocidad individual M          |
| Francesca Lollobrigida                                            | Patinaje de velocidad                | 3000 m F                        |
| Arianna Fontana                                                   | Patinaje de velocidad en pista corta | 1500 m F                        |
| Arianna Fontana Martina Valcepina Pietro Sighel Andrea Cassinelli | Patinaje de velocidad en pista corta | Relevo mixto                    |
| Omar Visintin Michela Moioli                                      | Snowboard                            | Campo a través por equipo mixto |
| Bronce                                                            |                                      |                                 |
| Dorothea Wierer                                                   | Biatlón                              | Velocidad F                     |
| Nadia Delago                                                      | Esquí alpino                         | Descenso F                      |
| Federica Brignone                                                 | Esquí alpino                         | Combinada F                     |
| Dominik Fischnaller                                               | Luge                                 | Individual M                    |
| Davide Ghiotto                                                    | Patinaje de velocidad                | 10 000 m M                      |
| Francesca Lollobrigida                                            | Patinaje de velocidad                | Salida en grupo F               |
| Pietro Sighel Yuri Confortola Tommaso Dotti Andrea Cassinelli     | Patinaje de velocidad en pista corta | Relevo M                        |
| Omar Visintin                                                     | Snowboard                            | Campo a través M                |